# 金山街道 (重庆市)
金山街道是中华人民共和国重庆市渝北区下辖的一个街道办事处。

## 行政区划
金山街道下辖以下村级行政区划单位：
金渝社区、奥园社区、民心佳园一社区、民心佳园二社区、民心佳园三社区、金湖社区。